# Kronologija ustaških zločina 1943.

## Siječanj
- 23. siječnja 1943.: Uhićene 33 osobe hrvatske nacionalnosti u Varaždinu i okolnim selima "radi komunizma". Objavljena su imena uhićenih osoba. Ove osobe su se 20. veljače 1943. još uvijek nalazile u ustaškom zatvoru u Varaždinu.[1]

## Ožujak
- 5. ožujka 1943.: Uhićenje oko 30 stanovnika hrvatskog sela Đelekovci pokraj Koprivnice, aktivista i simpatizera NOP-a. Među uhićenima bio je i slikar Mirko Virius. Uhićenici su sprovedeni u logor Danica u Koprivnici, da bi nakon toga uskoro bili sprovedeni u ustaški zatvor u Križevcima gdje su saslušavani. Nedugo nakon toga 12 uhićenika iz Đelekovaca sprovedeno je u njemački Prihvatni logor Zemun na beogradskom Starom sajmištu, gdje su neki od njih stradali, uključujući i Viriusa.[2] Tijekom Drugog svjetskog rata kotar Koprivnica imao je 958 žrtava fašističkog terora i 343 poginula partizanska borca.[3]
- 18. ožujka 1943.: Ustaše objesile 3 osobe hrvatske nacionalnosti u selu Lovinac u Lici. Među obješenima bile su dvije žene i jedno dijete. Objavljeni su poimenični podaci o stradalima.[4]

## Travanj
- 8. travnja 1943.: Uhićenje 2 komunista hrvatske nacionalnosti u Varaždinu.[5]

## Svibanj
- 3. svibnja 1943.: Uhićenje 53 osobe židovske nacionalnosti u Varaždinu i njihovo otpremanje u Zagreb. Objavljeni su poimenični podaci o uhićenicima. U izvoru se ne navodi daljnja sudbina ovih osoba.[6]
- 5. svibnja 1943.: Hvatanje 7 partizana u šumi Žutica pokraj Siska i 3 pomagača iz sela Posavski Bregi. Sve osobe bile su hrvatske nacionalnosti.[7]
- 16. svibnja 1943.: Uhićenje 10 osoba hrvatske nacionalnosti, simpatizera i aktivista NOP-a u selu Mihanovićev Dol pokraj Klanjca u Hrvatskom zagorju. Uhićenici su pretežno bili žitelji Klanjca i Mihanovićevog Dola. Od 10 uhićenih osoba 7 je zadržano u ustaškom zatvoru. Objavljena su njihova imena.[8]

## Srpanj
- 1. srpnja 1943.: Strijeljanje 13 komunista i aktivista NOP-a u Sisku (7 hrvatske i 6 srpske nacionalnosti).[9]
- 12. srpnja 1943.: U selu Kvarte pokraj Perušića, ustaše ubile 4 člana hrvatske obitelji Kokotović, od čega dvoje djece i dvije žene. Objavljena su imena stradalih.[10]

## Rujan
- 21. rujna 1943.: Dvije satnije ustaške željezničke bojne su se, zahvaljujući izdaji jednog intendanta, iznenada probile i napale tajnu partizansku bolnicu u šumi iznad Osijeka na Kalniku i pobile 14 ranjenika, dok se ostalih oko 80 uz pomoć straže i osoblja uspjelo spasiti[11].

## Listopad
- 2. listopada 1943.: Ustaše ubile 4 žene hrvatske nacionalnosti iz Karlobaga koje su bile aktivistice i simpatizerke NOP-a. Dvije žrtve su žive zapaljene, a jedna je zaklana. Ustaše su 1943.-1944. ubili ukupno 19 stanovnika Karlobaga, od čega 8 žena. Objavljena su imena stradalih.[12]
- 4. listopada 1943.: Ubojstvo 2 žene hrvatske nacionalnosti iz sela Podvožić pokraj Barilovića, od strane ustaša. Zločin se dogodio u selu Belaj.[13]

## Studeni
- 17. studenog 1943.: Grupacija sastavljena od 34., 9. i 31. ustaške bojne, jednog bataljuna njemačke 114. lovačke divizije, 2 čete tenkova i 2 baterije topova izvršila je obuhvatni napad iz Gospića u pravcu Divosela na 2. brigadu 13. divizije i Divoselačku teritorijalnu četu. Prilikom ovog ispada ustaše su ubile oko 20 stanovnika Divosela, popalile oko polovinu bajti (kuće su u Divoselu već ranije bile popaljene) i opljačkale znatan broj stoke.[14]
- 30. studenog 1943.: Ustaše ubile 2 osobe hrvatske nacionalnosti, simpatizera NOP-a, stanovnika Karlobaga. Zločin je izvršen u Baškim Oštarijama. Objavljena su imena stradalih.[12]

## Prosinac
- 1. prosinca 1943.: Ustaše Poglavnikovog tjelesnog zdruga su nakon sukoba s partizanima i gubitaka u cilju odmazde spalile selo Cerje Jesenjansko u Hrvatskom Zagorju, usmrtivši pritom 36 stanovnika. Svi ubijeni bili su civili, a među njima je bilo sedmero djece od 2 do 16 godina.[15] Prema izvještaju općinskog poglavarstva u Đurmancu:

- 20. prosinca 1943.: Vješanje 16 komunista i aktivista NOP-a u Zagrebu u znak odmazde za partizansku diverziju izvršenu u selu Sopnica 18. prosinca 1943. Ovo je prvi primjer javnog vješanja u Zagrebu. U poslijeratnoj kulturi sjećanja ovaj događaj ostao je upamćen pod nazivom Prosinačke žrtve. Objavljena su imena stradalih. Među obješenima 14 je bilo hrvatskog, dvojica slovenskog podrijetla.[17][18]

## Reference
1. ↑  SZ Hrvatska 1985, str. 150-151, 307-308.
2. ↑  Špoljar 1989, str. 85.
3. ↑  Dizdar 2006, str. 104.
4. ↑  ŽFT Gračac 1986, str. 1000.
5. ↑  SZ Hrvatska 1985, str. 610.
6. ↑  SZ Hrvatska 1985, str. 740-741.
7. ↑  SZ Hrvatska 1985, str. 775.
8. ↑  SZ Hrvatska 1985, str. 815-816, 876.
9. ↑  SZ Hrvatska 1985, str. 903-905.
10. ↑  ŽFT Gospić-Perušić 1989, str. 1181-1182.
11. ↑  Milićević 2010, str. 181.
12. 1 2  ŽFT Gospić-Perušić 1989, str. 1089.
13. ↑  ŽFT Duga Resa 1986, str. 1094.
14. ↑  Kleut 1970, str. 29.
15. ↑  Škiljan 2012, str. 130-132.
16. ↑  Škiljan 2012, str. 132.
17. ↑  Ogrizović 1984, str. 175-177.
18. ↑  SZ Hrvatska 1987, str. 678-672.

## Povezano
- Ustaški zločini u Drugom svjetskom ratu
- Kronologija ustaških zločina 1941.
- Kronologija ustaških zločina 1942.
- Kronologija ustaških zločina 1944.
- Kronologija ustaških zločina 1945.
- Narodnooslobodilačka borba Jugoslavije